# 다비라히라도구치역
다비라히라도구치역(일본어: たびら平戸口駅 다비라히라도구치에키[*])(다비라히라도 입구역)은 일본 나가사키현 히라도시 다비라 정 야마우치멘에 위치한 마쓰우라 철도의 역이다.

## 개요
규슈 최서단 및 일반 철도역 중 일본 최서단의 역이며, 「본토」를 홋카이도・혼슈・시코쿠・규슈로 했을 경우에는 본토 최서단의 역. 오키나와 도시 모노레일 선이 2003년에 개통, 나하 공항역이 그 지위에 오를 때까지는 일본 내의 패전 이후 오랫동안 최서단의 역으로 인정되는 곳이었다.
마쓰우라 철도 및 현지의 히라도 시에서는, 현재에도 다비라히라도구치 역을 「(일반적인 철도 방식으로, 전국의 각 역과 레일로 연결되어 있는 것에서는) 일본 최서단의 역」이라고 하고 있어, 역 도착 전의 차내 방송에서도 이 같이 안내되고 있다. 또, 역전에는 현지 히라도 시 출신의 작곡가 후지라 고의 휘호에 의한 「일본 최서단의 역」의 비가 그대로 존치되고 있다.
철도가 통하지 않은 히라도섬에서 제일 가까운 역이기 때문에, 기타마쓰우라 군 다비라 정의 「히라도입구(히라도구치)역」으로서 개업했다. 1988년에 마쓰우라 철도가 발족, 다비라 정의 중심부에 있기 때문에 다음 해인 1989년에 현재의 역명으로 개칭되었다. 그 후, 2005년 10월 1일에 다비라 정이 히라도 시 외의 2개 도시와 대등 합병해(신)히라도 시가 되었기 때문에, 이 역도 히라도 시내에 포함되게 되었다.

## 역사
- 1935년 8월 6일 국철 이마리 선 히라도구치역으로서 개업.
- 1945년 3월 1일 이마리 선이 마쓰우라 선으로 노선 명칭 변경.
- 1962년 「일본 최서단의 역」의 기념비가 역전에 건립된다(전년 4월의 쇼와 천황 순행을 기념)
- 1974년 10월 1일 화물 영업을 폐지.
- 1987년 4월 1일 국철 분할 민영화에 의해 큐슈여객철도 마쓰우라 선 「히라도구치 역」이 된다.
- 1988년 4월 1일 제 3 섹터 마쓰우라 철도로의 전환에 의해, 마쓰우라 철도 니시큐슈 선의 역이 된다.
- 1989년 3월 11일 다비라히라도구치역으로 개칭된다.
- 2002년 11월 18일 전국 풍부한 바다 만들기 대회 참석을 위해 나가사키현을 방문한 천황・황후가 이 역에서 특별 열차에 승차. 이것에 앞서 역 설비의 정비를 해 구내 건널목 계단의 보수나 개찰 빗장의 일부 철거 등이 행해졌다.

## 역 설명
- 단식 1면 1선, 섬식 1면 2선의 복식 3선 승강장을 가지는 지상역이다. 구내 건널목으로 연결된다.
- 영업 시간내(9:00 - 18:00)는 관광객의 안내와 커브 상에 위치하고 있는 구내의 안전 확보 때문에, 역무원이 열차 발착시에 승강장상에서 방송 안내를 실시한다.
- 종일 영업하는 매점이 있다. 부정기적으로 휴무.
- 화장실은 역사의 밖에 있다.
- 일반 철도 중 최서단에 위치한 곳으로서의 역은 이 곳이지만, 선로상의 최서단인 지점은 이 역에서 약간 사세보 방면의 커브의 곳에 있다.

### 승강장
| 번선 | 노선          | 방향                  | 행선                   |
| ---- | ------------- | --------------------- | ---------------------- |
| 1    | ■ 니시큐슈 선 | 상행                  | 사자 · 사세보 방면     |
| 2    | ■ 니시큐슈 선 | 당역 시발 · 종착 열차 | 당역 시발 · 종착 열차  |
| 3    | ■ 니시큐슈 선 | 상행                  | 마쓰우라 · 이마리 방면 |

## 철도 자료관
역내의 곳곳이 철도 자료관이 되고 있어 영업 시간내에는 무료로 견학할 수 있다. 주된 전시물은 다음과 같다.
- 철도 모형 레이아웃
- 국철 시대의 마쓰우라 선・마쓰우라 철도의 열차나 역 등의 사진
- 국철 시대의 마쓰우라 선 시각표 등
- 가로대식 신호기-옥외 보존
- 국철 세라 1형 화차(석탄차, 세라 2206호) -옥외 보존. 상태는 꽤 나쁘다.

## 이용 상황
1일 평균 승차 인원은 다음과 같다.
| 승차 인원 추이 | 승차 인원 추이     |
| 연도           | 1일 평균 승차 인원 |
| -------------- | ------------------ |
| 1998           | 181                |
| 1999           | 202                |
| 2000           | 208                |
| 2001           | 202                |
| 2002           | 171                |
| 2003           | 147                |
| 2004           | 138                |
| 2005           | 158                |
| 2006           | 124                |
| 2007           | 142                |
| 2008           | 112                |
| 2009           | 130                |
| 2010           | 116                |

## 역 주변
역 주변은 히라도시 다비라 정의 중심지이다. 히라도섬에는 역으로부터 약 500m 끝에 다비라 항이 있지만 현재는 히라도로의 정기 항로는 없고, 히라도 대교(국도 383호)를 경유해 연결이 된다.
- 국도 제204호
- 히라도 시청 다비라 출장소
- 농림수산성 규슈 농정국 북 마쓰우라 통계・정보 센터(구식량 사무소 히라도 출장소)
- 히라도 경찰서 히라도 입구 주재소
- 다비라 우체국
- 신와 은행 다비라 지점
- 다비라 항 페리 터미널
- 지토타바루 역사 민속 자료관
- 소샤 신사
- 다니가와 병원
- 히라도애혜병원
- 히라도 대교
- 히라도 시립 다비라키타 소학교

### 버스 노선

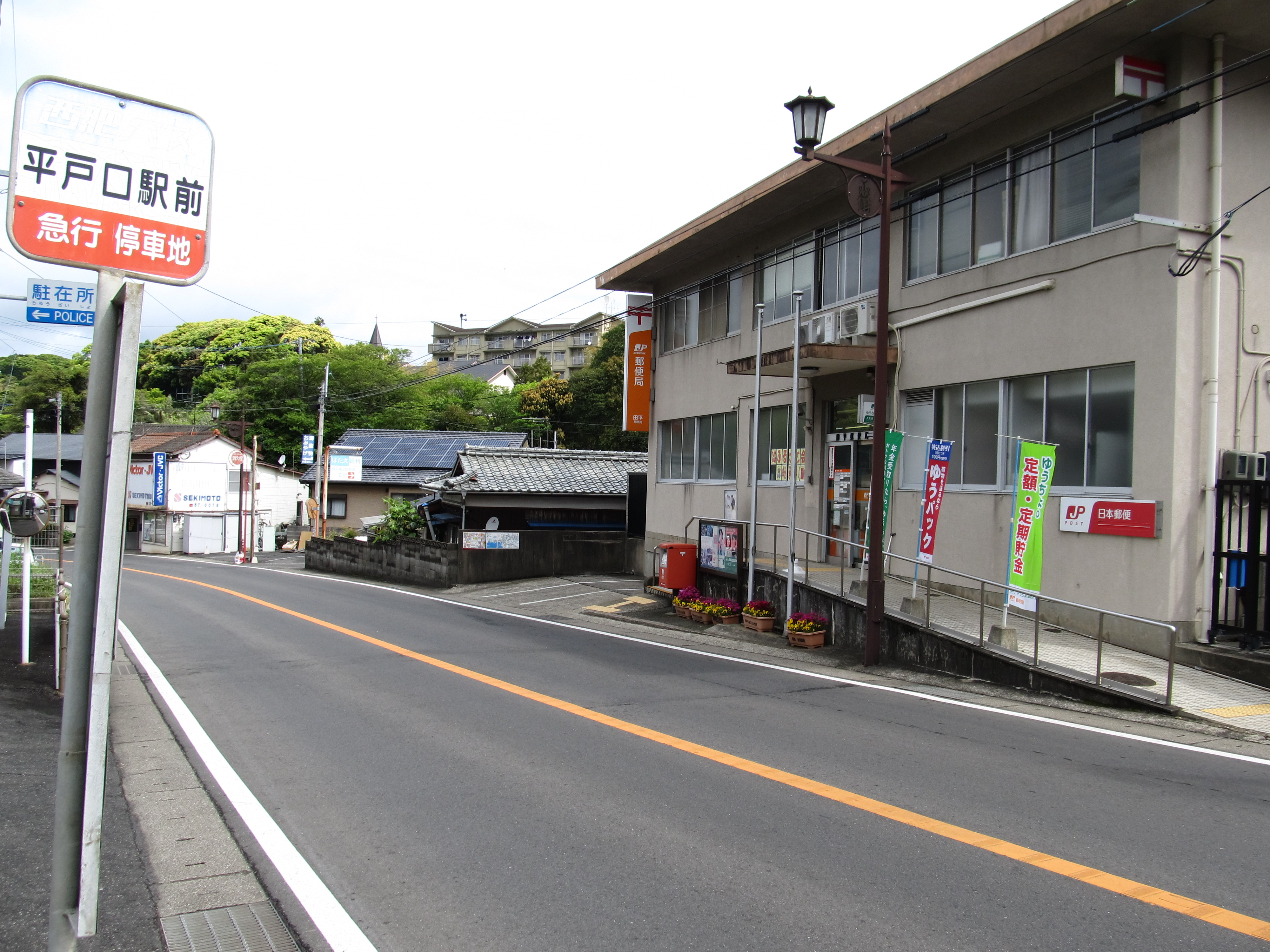
히라도구치 역전 버스 정류장(히라도섬・사세보 방면)

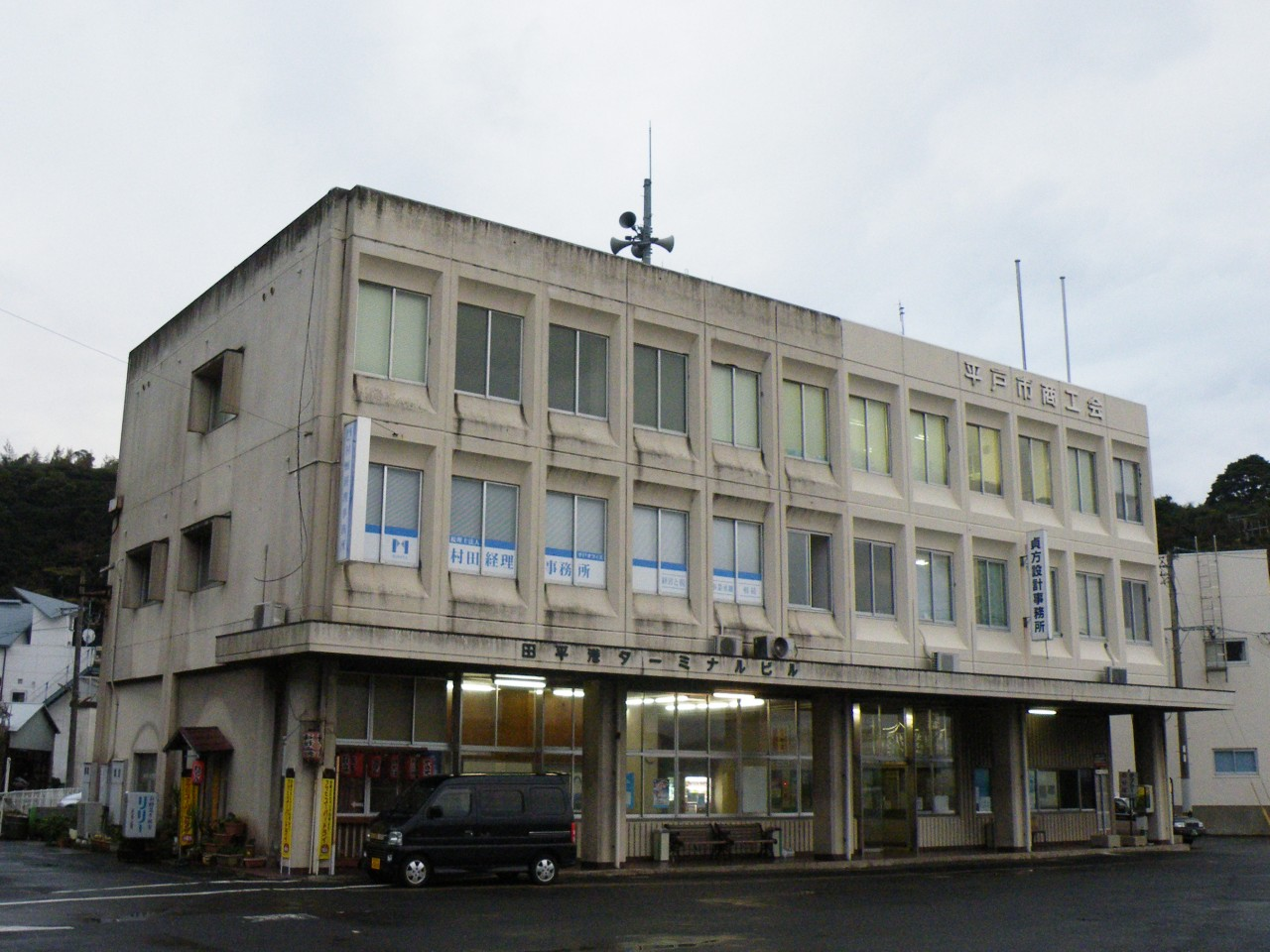
히라도구치 부두 터미널

히라도시 중심부에는 사이히 자동차(사이히 버스)의 「히라도 부두」행의 버스가 있다. 역 바로 앞의 「히라도구치 역」버스 정류장과 국도 204호상의 「히라도구치 역전」버스 정류장이 가깝지만 어느쪽이나 편수는 적고, 다비라 항 옆의 「히라도구치 부두」가 편리성이 높다.
- 히라도구치 역 버스 정류장-역 바로 앞
  - 히라도 부두행
  - 에무카에 행(호쿠쇼 농업고교 경유)
- 히라도구치 역전 버스 정류장-역으로부터 도보 약 2분, 국도 204호상
  - 히라도 부두행
  - 마쓰우라 버스 센터행
- 히라도구치 부두 터미널-역으로부터 도보 약 7분, 다비라 항 옆
  - 다비라 항#버스 노선 참조

## 사진

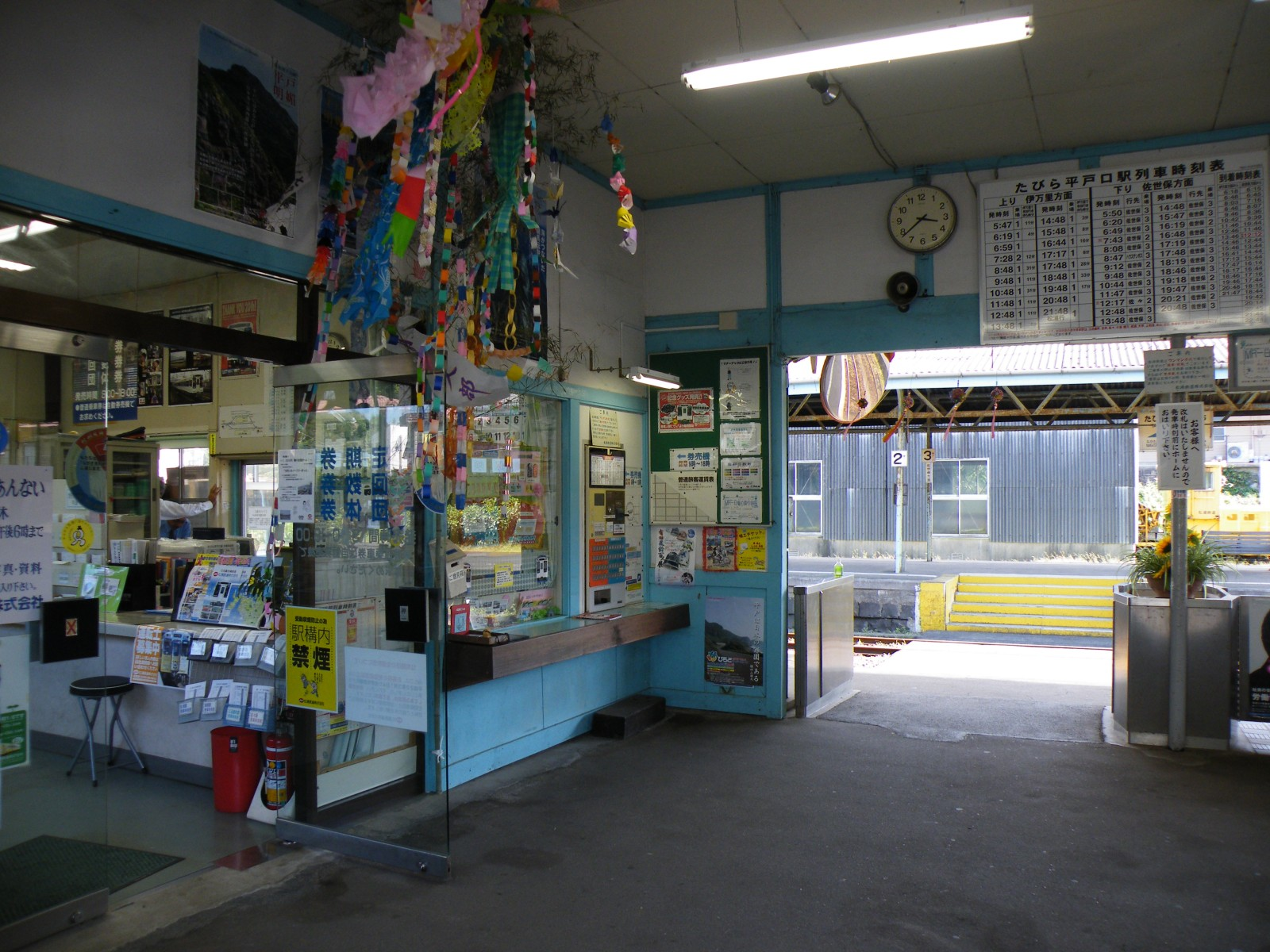
대합실(2010년 8월)
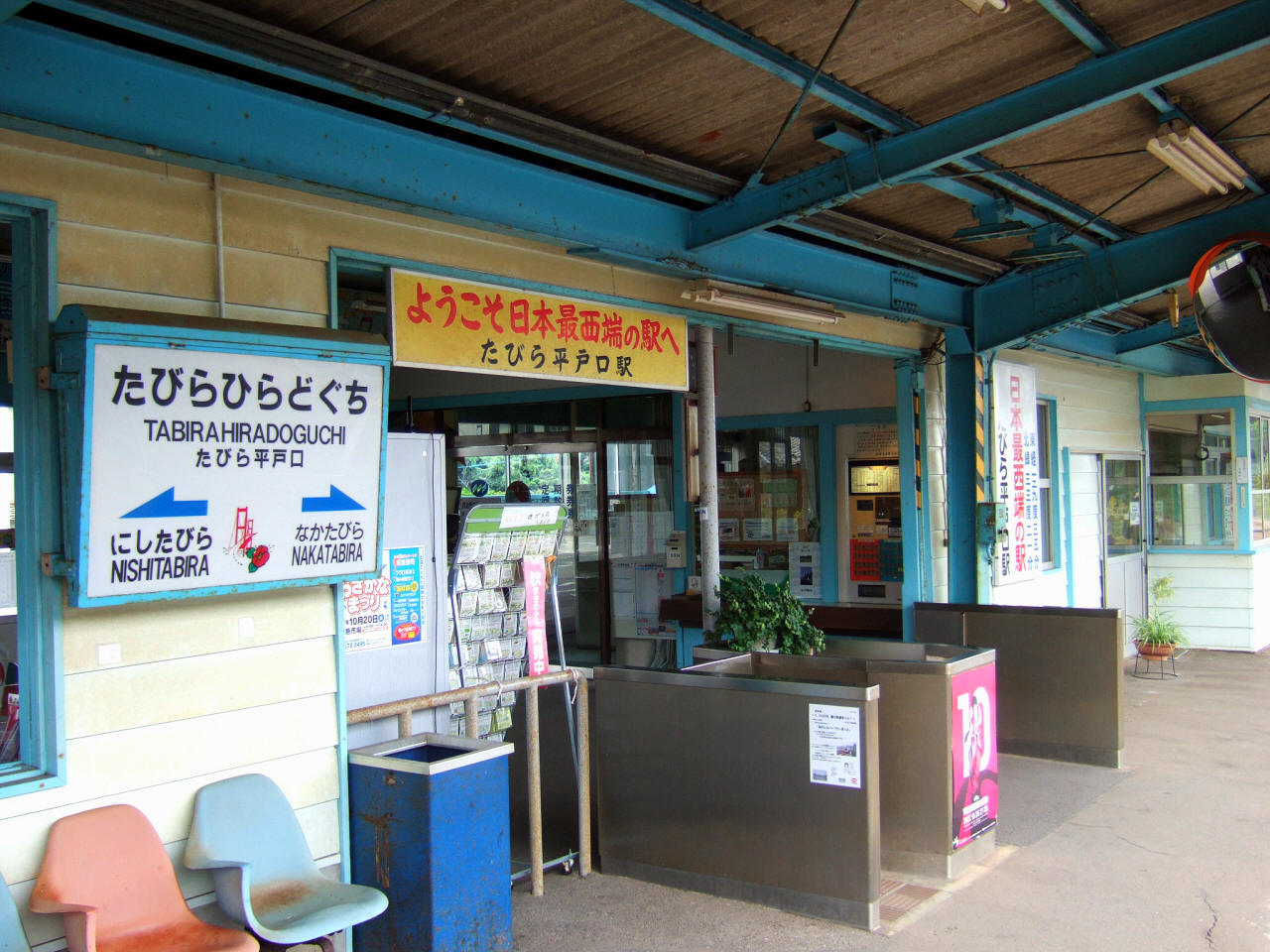
역명판과 최서단 역의 표시(2007년 10월）
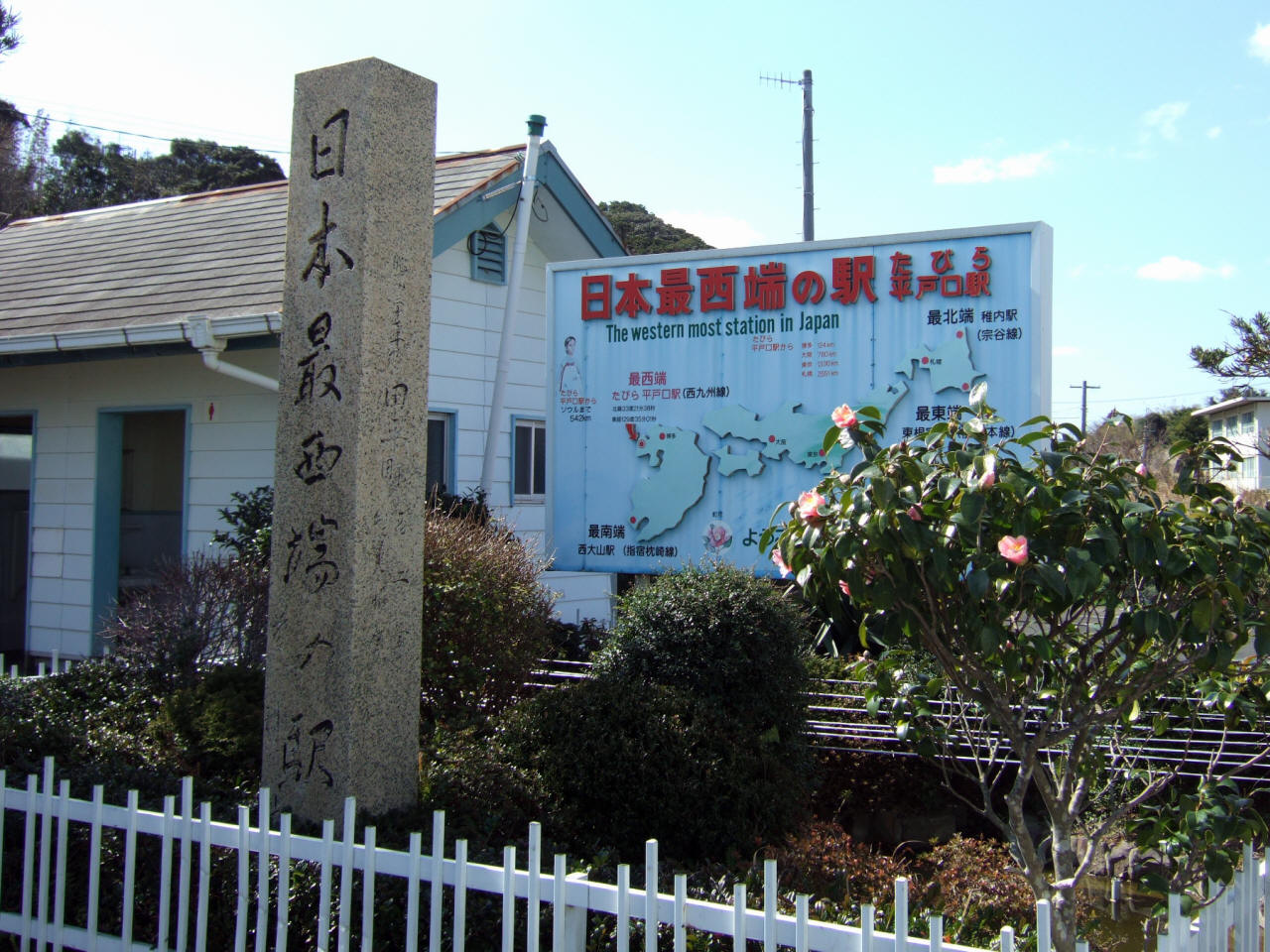
「일본 최서단 역」 기념비(2007년 2월)

## 인접역
| 마쓰우라 철도 ■ 니시큐슈 선 | 마쓰우라 철도 ■ 니시큐슈 선 | 마쓰우라 철도 ■ 니시큐슈 선 |
| --------------------------- | --------------------------- | --------------------------- |
| 나카타비라 이마리 방면      |                             | 니시타비라 사세보 방면      |